# 阿古拉 (1935年)
阿古拉（1935年12月—），又名赵凤山，男，蒙古族，吉林前郭尔罗斯人，中华人民共和国政治人物，曾任松原市政协主席，吉林省人大常委会副主任。